# ليندا سميث
ليندا سميث (بالإنجليزية: Linda Smith) (و. 1950 – م) هي سياسية، من الولايات المتحدة الأمريكية، ولدت في لا جونتا، الحزب الجمهوري.

## مناصب
تولت منصب عضو مجلس النواب الأمريكي، وعضو مجلس النواب واشنطن.